# Illa Juan de Nova
L'Illa Juan de Nova (en francès île Juan de Nova), és un illot de 4,4  km² situat en el canal de Moçambic, entre Madagascar i la costa continental africana. Les seves coordenades són 17° 03′ S, 42° 45′ E / 17.050°S,42.750°E.
Forma part de les Illes Esparses de l'Oceà Índic